# جیمی سال
جیمی سال (انگلیسی: Jamie Salé؛ زادهٔ ۲۱ آوریل ۱۹۷۷) اسکیت‌باز نمایشی اهل کانادا است.